# Marija Šestić
Marija Šestić, cyr. Марија Шестић (ur. 5 maja 1987 roku w Banja Luce) — bośniacka piosenkarka serbskiego pochodzenia, reprezentantka Bośni i Hercegowiny w 52. Konkursie Piosenki Eurowizji w 2007 roku.

## Kariera muzyczna
Ojcem Mariji jest Dušan Šestić, kompozytor znany m.in. jako autor „Intermeco” będącego hymnem narodowym Bośni i Hercegowiny.
Marija Šestić rozpoczynała swoją karierę w latach 90., kiedy to brała udział w lokalnych festiwalach muzycznych. W 1995 roku zajęła trzecie miejsce na Festiwalu im. Świętego Jerzego organizowanego w Banja Luce, a rok później wygrała festiwal. W 1998 roku otrzymała nagrodę za występ na festiwalu Naša radost w Podgoricy w Czarnogórze. W kolejnym roku zajęła pierwsze miejsce na festiwalu Zlatno zvonce w Nowym Sadzie w Serbii.
W 2003 roku uzyskała tytuł Najlepszego debiutanta na Międzynarodowym Festiwalu Muzyki Pop organizowanym w Banja Luce. Rok później zdobyła pierwszą nagrodę na festiwalu Złota gwiazda w Bukareszcie w Rumunii, a w 2005 roku zajęła drugie miejsce na Międzynarodowym Festiwalu Muzyki Pop organizowanym w Banja Luce. W tym samym roku zgłosiła się do udziału w bośniackich eliminacjach eurowizyjnych z utworem „In This World”, z którym zajęła ostatecznie czwarte miejsce w finale organizowanym na początku marca w Sarajewie.
W 2007 roku została wybrana wewnętrznie na reprezentantkę Bośni i Hercegowiny w 52. Konkursie Piosenki Eurowizji z utworem „Rijeka bez imena”. Dzięki zajęciu miejsca w pierwszej dziesiątce przez zespół Hari Mata Hari podczas konkursu w 2006 roku, Marija miała zapewnione miejsce w stawce finałowej kolejnego widowiska. 12 maja wystąpiła jako pierwsza w kolejności w finale widowiska organizowanego w Helsinkach i zajęła ostatecznie jedenaste miejsce ze 106 punktami na koncie.